# Kanske Rödluvan
Kanske Rödluvan är en föreställning som spelades på Göteborgs konserthus vid fem tillfällen i maj 1996. Föreställningen var ett samarbete mellan Göteborgs konserthus och Kulturtuben. På affischen kunde man läsa: En sagolik men något krystad kväll med After Shave, Karin Glenmark, Siv Wennberg, Björn Skifs och Göteborgs symfoniker och kör, förstärkt med Den Ofattbara Orkestern alltsammans under ledning av Anders Eljas. Manus och regi gjordes av Peter Rangmar och Rolf Allan.